# Urlaub fürs Gehirn
Urlaub fürs Gehirn ist das vierte Studioalbum der Berliner Hip-Hop-Formation K.I.Z. Es erschien am 3. Juni 2011 über das zu Universal gehörende Label Vertigo.

## Vermarktung
Im Vorfeld des Erscheinens des Albums wurde am 26. Januar 2011 der Song Just the Two of Us im Internet veröffentlicht. Außerdem erschien ein Snippet des Albums am 10. Mai 2011 online.
Zwei Tage vor Veröffentlichung des Albums stellte Marcus Staiger, der Entdecker und ehemalige Labelchef von K.I.Z, das vermeintliche Album zum Download ins Internet. Diese Version enthielt 16 Titel mit einfach produzierten Beats und Rapversen, die sich jedoch komplett vom Original-Album unterschieden.

## Inhalt
Im Gegensatz zu dem Vorgänger-Album Sexismus gegen Rechts enthält das Album wieder mehr gerappte Refrains, ist insgesamt härter und orientiert sich vom Sound her eher an Hahnenkampf.

## Produktion
Insgesamt waren zehn Produzenten am Album beteiligt. Tai Jason ist mit vier Produktionen (Küss mir den Schwanz, Heiraten, In seiner Mutter, Mr. Sonderbar) vertreten, während Ronald Mack Donald die Single Urlaub fürs Gehirn produzierte. Die Beats zu Raus aus dem Amt, Tsetsefliegenmann (Skit) und Koksen ist Scheiße stammen von Nico KIZ, bei Lauf weg und Der durch die Scheibeboxxxer stand ihm Philipp Hoppen zur Seite. Grzegorz Olszowka produzierte H.I.T. und in Zusammenarbeit mit Philipp Hoppen Doitschland schafft sich ab bzw. mit Beat Gottwald Abteilungsleiter der Liebe. Den Beat zu Fremdgehen schuf Gee Futuristic und Robot Koch produzierte Lach mich tot. Außerdem zeigt sich Justinn "Axis" Patton für die Produktion von Fleisch verantwortlich, welches eine Coverversion von Brotha Lynch Hungs Titel Meat ist, während Coom Beats den Bonustrack Biergarten Eden produzierte. Philipp Hoppen mischte das Album ab.

## Covergestaltung
Das Albumcover wurde am 19. April 2011 im Internet veröffentlicht. Es wurden vier schwarz-weiß Fotos der Bandmitglieder, denen jeweils eine Apparatur am Kopf angebracht ist, die deren in rot gestaltete Gehirne zum Vorschein bringt, gemacht. Jeweils rechts unten im Bild stehen in weiß die Schriftzüge KIZ und Urlaub fürs Gehirn. Als Hauptmotiv wurde die Illustration mit Nico gewählt, die anderen drei Motive befinden sich aber ebenfalls im Booklet.

## Gastbeiträge
Auf drei Songs des Albums treten neben K.I.Z andere Künstler in Erscheinung. So ist Raus aus dem Amt eine Kollaboration mit den Rockmusikern MC Motherfucker und Wolfgang Wendland sowie Bärbel und Drama Kuba. Auf Lauf weg sind Drama Kuba, Kannibal Rob, Vorkkkone und Jesse MC vertreten, während Koksen ist Scheiße eine Massenkollaboration mit den Rappern Said, Mach One, Tony D, Kalusha, Kannibal Rob, Defi, King Orgasmus One, Smoky, Drama Kuba, Flexis und MC Basstard ist.

## Titelliste
| #  | Titel                        | Gastmusiker | Produzent                            | Länge |
| -- | ---------------------------- | --- | ------------------------------------ | ----- |
| 1  | Küss mir den Schwanz         | | Tai Jason                            | 3:35  |
| 2  | Urlaub fürs Gehirn           | | Ronald Mack Donald                   | 4:02  |
| 3  | Doitschland schafft sich ab  | | Grzegorz Olszowka und Philipp Hoppen | 3:55  |
| 4  | Heiraten                     | | Tai Jason                            | 3:58  |
| 5  | Raus aus dem Amt             | MC Motherfucker, Wolfgang Wendland, Bärbel und Drama Kuba                                                         | Nico KIZ                             | 3:48  |
| 6  | Abteilungsleiter der Liebe   | | Grzegorz Olszowka und Beat Gottwald  | 3:38  |
| 7  | Fleisch                      | | Justinn "Axis" Patton                | 3:04  |
| 8  | In seiner Mutter             | | Tai Jason                            | 3:29  |
| 9  | Fremdgehen                   | | Gee Futuristic                       | 3:15  |
| 10 | Lauf weg                     | Drama Kuba, Kannibal Rob, Vorkkkone und Jesse MC                                                                  | Nico KIZ und Philipp Hoppen          | 4:59  |
| 11 | Tsetsefliegenmann (Skit)     | | Nico KIZ                             | 1:03  |
| 12 | Mr. Sonderbar                | | Tai Jason                            | 3:55  |
| 13 | H.I.T.                       | | Grzegorz Olszowka                    | 3:31  |
| 14 | Der durch die Scheibeboxxxer | | Nico KIZ und Philipp Hoppen          | 3:44  |
| 15 | Lach mich tot                | | Robot Koch                           | 4:57  |
| 16 | Koksen ist Scheiße           | Said, Mach One, Tony D, Kalusha, Kannibal Rob, Defi, King Orgasmus One, Smoky, Drama Kuba, Flexis und MC Basstard | Nico KIZ                             | 7:36  |
| 17 | Biergarten Eden (Bonustrack) | | Coom Beats                           | 3:19  |

## Näheres zu den Liedern

### Doitschland schafft sich ab
Wie der Titel vermuten lässt, ist dieses Lied eine Parodie des Buches Deutschland schafft sich ab von Thilo Sarrazin. In dem Lied rappen K.I.Z allerdings anstelle von Ausländern über Frauen als fremde Wesen, die sich nicht auf der Erde integrieren wollen und zurück ins All geschossen werden sollen.

### Abteilungsleiter der Liebe
In dem eher ruhigeren Lied kritisieren K.I.Z Führungspersonen und den Kapitalismus grundsätzlich. Auf komische und sarkastische Art beschreiben sie aus der Sicht einer Führungsperson den Umgang mit Krisen und Entlassungen. Im Musikvideo des Tracks wird das Leben und die Affäre Uwe Barschels parodiert. Kritisch äußert sich die Gruppe über den Versuch Barschels die eindeutigen Beweise in der Affäre mit Sympathie auf persönliche Weise unglaubwürdig zu machen. Im Video wird sein Leben von den Vorwürfen bis hin zum Selbstmord thematisiert. Das Ehrenwort in der Barschel-Affäre wird im Musikvideo zitiert. Zudem sieht man Ende des Musikvideos einen Fotografen, welcher den toten Abteilungsleiter in einer Badewanne fotografiert. Dies ist eine weitere Anspielung auf die Barschel-Affäre, insbesondere auf das damals umstrittene Stern-Cover des toten Uwe Barschel.

### Fleisch
Fleisch ist ein Solotrack von Tarek.
Er rappt in dem Song aus der Sicht eines alleinerziehenden Vaters, der auf Grund seines Jobverlustes beginnt, Menschen umzubringen und zu kochen, um seinen Sohn und sich über die Runden zu bringen.
Dabei gibt es neben dem Beat auch textlich viele Parallelen zu dem Track Meat von Brotha Lynch Hung.

### Fremdgehen
Dieser Titel beschreibt eine gescheiterte fiktive Beziehung, da beide Parteien es nicht lassen können, einander fremdzugehen und führt zudem zahlreiche Klischees hierüber auf. Dieser Track wurde nach Urlaub fürs Gehirn als zweite Single des Albums ausgekoppelt und es wurde ein Video dazu gedreht. Im Video werden verschiedene sexuelle Vorlieben dargestellt, wie z. B. der Fuß-Fetischismus, Golden Shower (d. h. auf den Sexualpartner urinieren) und Dominanz bei beiden Geschlechtern.

### Lauf weg
Ein Nachfolge-Lied zu Neuruppin aus dem Album Hahnenkampf. Auch hier erzählen die Rapper von Morden, die sie begehen und raten dem Hörer wegzulaufen.

### Der durch die Scheibeboxxxer
Ein weiteres Nachfolge-Lied zu Los geht’s (Böhse Enkelz) und Der Durch Die Tür Geher (Hahnenkampf). Der Beat und der Text stammen von Nico, welcher diesen auch solo rappt, wieder aus der Sicht eines ungepflegten, pöbelnden Alkoholikers mit berlinerischem Dialekt. Das Lied sampelt den Song Let’s Go von Trick Daddy feat. Twista und Lil Jon, welches wiederum selbst den Track Crazy Train von Ozzy Osbourne sampelt. Allerdings handelt es sich im Gegensatz zu Los Geht’s von K.I.Z von dem Mixtape Böhse Enkelz nicht mehr um ein direktes Sample von Let’s Go, sondern um ein nachgespieltes Sample (Interpolation).

### Koksen ist Scheiße
In diesem Lied schwärmen die Rapper über den Konsum von Marihuana. Der Titel "Koksen ist Scheiße" kritisiert den Kokainkonsum in höheren Kreisen, während K.I.Z sich dagegen stellen, stattdessen Cannabis rauchen und somit auf Langsamkeit setzen.

### Heiraten
Dieses Lied erzählt davon, wie Personen überstürzt heiraten und Kinder bekommen, ohne sich vorher Gedanken darüber zu machen. (Textpassagen: „Lass uns auf’s Klo gehen, heiraten!“; „Das ist für meine Mädchen, die nichts außer Kreuzberg kennen und die ihre Väter Erzeuger nennen!“)

### Lach mich tot
Dieses Lied handelt von übermäßigem Alkoholkonsum sowie dem Feiern exzessiver Partys aufgrund persönlicher Schicksalsschläge oder Depressionen.
(Textpassage: „Augenringe bis zum Boden, Arme voller Stempel, gestern SMS bekomm’, dass sie sich von mir trenn’ will.“)

## Chartplatzierungen und Singles
Das Album stieg in der 25. Kalenderwoche des Jahres 2011 auf Platz 4 in die deutschen Charts ein und konnte sich zwölf Wochen in den Top 100 halten.
Am 20. Mai 2011 erschien vorab die gleichnamige Single Urlaub fürs Gehirn, inklusive des Bonussongs Buuh, zum Download im Internet. Sie erhielt für über 150.000 Verkäufe 2018 in Deutschland eine Goldene Schallplatte. Acht Tage später wurde außerdem ein Video zum Titelsong veröffentlicht. Am 29. Juli 2011 feierte das Video zur zweiten digitalen Single Fremdgehen auf MyVideo Premiere. Beide Singles konnten sich nicht in den Charts platzieren. Am 8. November 2011 folgte außerdem ein Musikvideo zum Song Abteilungsleiter der Liebe, der am 25. November als letzte Single ausgekoppelt wurde.

## Verkaufszahlen und Auszeichnungen
Für mehr als 100.000 verkaufte Einheiten erhielt Urlaub fürs Gehirn in Deutschland im Dezember 2022 eine Goldene Schallplatte.

| Land/Region        | Auszeichnungen für Musikverkäufe (Land/Region, Auszeichnung, Verkäufe) | Verkäufe |
| ------------------ | ---------------------------------------------------------------------- | -------- |
| Deutschland (BVMI) | Gold                                                                   | 100.000  |
| Insgesamt          | 1× Gold ·                                                              | 100.000  |

## Rezeption
| Professionelle Bewertungen | Professionelle Bewertungen |
| -------------------------- | -------------------------- |
| Kritiken                   |                            |
| Quelle                     | Bewertung                  |
| laut.de                    | [ 9 ]                      |
| Juice                      | [ 10 ]                     |
| rappers.in                 | [ 11 ]                     |

Dani Fromm von laut.de bewertete das Album mit drei von möglichen fünf Punkten. Sie bezeichnet Urlaub fürs Gehirn als „insgesamt höchst durchwachsen,“ was nicht an den Texten, sondern an der Produktion liege, die als „Elektro- und Eurodance-Pest“ beschrieben wird, die „über die Maßen anstrengend“ sei. Inhaltlich werfen die Rapper „mit Zitaten aus der Musik- und Filmgeschichte um sich und überzeichnen dabei Stammtisch- und Scheißhausparolen bis ins Comichafte, ziehen den Bierernst […] ins Lächerliche.“ Doch „Geschrei, ewige aufgesetzte Berlinerei und überstrapazierte Haudrauf-Attitüde“ seien auf Dauer nervig.